# Fraikin
Fraikin – francuski koncern transportowy specjalizujący się w krótko- i długoterminowym wynajmie ciężarówek i pojazdów dostawczych.

## Historia
Firma została założona przez Gérarda Fraikina w 1944 roku jako przedsiębiorstwo zajmujące się wynajmem furgonetek. Odbudowa powojennej Europy wzmożyła popyt na usługi transportowe, co sprzyjało dynamicznemu rozwojowi firmy, po kilku latach Fraikin zainwestował w pierwsze warsztaty serwisujące pojazdy, zarówno te które sam wynajmował jak i zewnętrzne. W 1996 roku Fraikin przejął inną francuską grupę firm transportowych – Grupę Locamoin, a w 2005 roku brytyjską Transfleet, co poszerzyło flotę o ponad 14 tysięcy pojazdów.  Rok później we Francji przejęto firmę pojazdów chłodniczych LocalFroid pozyskując 2000 naczep.  W 2017 roku francuski urząd ochrony konkurencji zablokował plany przejęcia przez Fraikin firmy Petit Forestier specjalizującej się w wynajmie pojazdów i urządzeń chłodniczych. W Polsce i w Hiszpanii urzędy ochrony konkurencji zezwoliły na fuzje.

## Akcjonariat
Do 2017 roku Fraikin należał do holdingu FTI. W wyniku redukcji zadłużenia FTI z 730 milionów euro do 265 milionów euro, nowymi właścicielami stali się wierzyciele FTI czyli Värde Partners, Alcentra, Barings i Triton.

## Oddziały zagraniczne
Pierwszy zagraniczny oddział Fraikin otwarto w 1979 roku Coventry w Wielkiej Brytanii. W 1992 roku firma rozpoczęła działalność w  Belgii i Luksemburgu. W 1997 roku doszło do zmiany strategii firmy – postawiono od na współpracę z niezależnymi partnerami działającymi pod marką Fraikin. Tak stworzono oddział w Hiszpanii. W 2006 roku otwarto szwajcarski i polski oddział. 5 lat później, w 2011 roku otwarto oddziały w Czechach i w Słowacji, a w 2013 na Węgrzech. W 2015 roku nastąpiła największa ekspansja firmy – Fraikin rozpoczął działalność jednocześnie na czterech nowych rynkach: w Rosji, w Niemczech, we Włoszech i w Arabii Saudyjskiej. W kwietniu 2018 roku utworzono file oddziału z Arabii Saudyjskiej w Dubaju w Zjednoczonych Emiratach Arabskich. Fraikin obecny jest również w na wyspach Reunion, Gujanie Francuskiej, Gwadelupie i Martynice, prowadząc po jednym oddziale, zatrudniającym do 5 osób. 

### W Polsce
Frankin w Polsce ma 15 oddziałów w największych miastach kraju. W całej Polsce Fraikin zatrudnia 132 pracowników. W 2018 roku firma otworzyła swój pierwszy polski serwis mechaniczny w Błoniu pod Warszawą. W Polsce Fraikin ma 4000 pojazdów, których średnia wieku wynosi 3,5 roku. Oprócz własnego serwisu w Błoniu, posiada 500 serwisów partnerskich. Od 2017 roku z pojazdów Fraikin korzysta Poczta Polska.

## Flota
W 2016 roku Fraikin posiadał 52 180 własnych pojazdów. Flota ta obejmuje: samochody dostawcze typu furgon, podwozia pojazdów dostawczych i ciężarowych z zabudowami kontenerowymi, skrzyniowymi, izotermicznymi i chłodniczymi, samochody specjalistyczne: wywrotki, żurawie, hakowce, śmieciarki, cysterny, bankowozy, ambulanse, ciągniki siodłowe i naczepy. Dopuszczalna masa całkowita pojazdów Fraikin wynosi od 3,5 tony do 44 ton.